# Wiedemannia gorongoza
Wiedemannia gorongoza är en tvåvingeart som beskrevs av Smith 1969. Wiedemannia gorongoza ingår i släktet Wiedemannia och familjen dansflugor.
Artens utbredningsområde är Moçambique. Inga underarter finns listade i Catalogue of Life.